# Lasiodiscus chevalieri
Lasiodiscus chevalieri är en brakvedsväxtart som beskrevs av John Hutchinson. Lasiodiscus chevalieri ingår i släktet Lasiodiscus och familjen brakvedsväxter. Inga underarter finns listade i Catalogue of Life.